# Віана-до-Боло
Віана-до-Боло (гал. Viana do Bolo, ісп. Viana del Bollo) — муніципалітет в Іспанії, у складі автономної спільноти Галісія, у провінції Оренсе. Населення — 3382 осіб (2009).
Муніципалітет розташований на відстані близько 350 км на північний захід від Мадрида, 65 км на схід від Оренсе.
Муніципалітет складається з таких паррокій: Бембібре, Кальдесіньйос, Сепедело, Ковело, Форнелос-де-Фільйоас, Фрадело, Фрошайс, Грішоа, Едросо, Лоусарегос, Моуріска, Парадела, Пеноута, Пешейрос, Пінса, Прадокабалос, Прадорраміскедо, Пуншейро, Кінтела-де-Едросо, Кінтела-де-Умосо, Кінтела-до-Пандо, Раміло, Рубіайс, Сан-Сібрао, Сан-Мамеде, Сан-Мартіньйо, Санта-Марінья-да-Понте, Север, Сольбейра, Табасоа-де-Едросо, Табасоа-де-Умосо, Віана-до-Боло, Вілардеміло, Вілармеао, Віласеко-да-Серра.

## Демографія
Динаміка населення (INE ):

## Галерея зображень

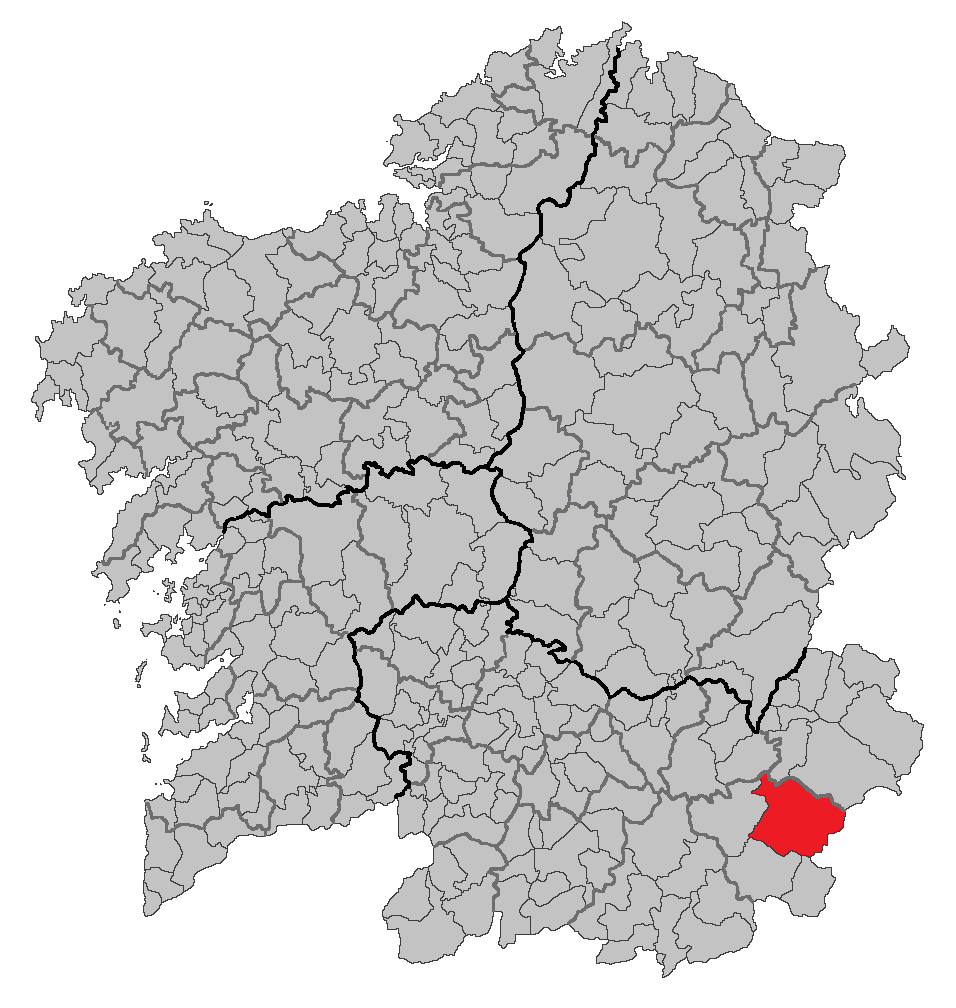
Розташування муніципалітету